# Лабораторный корпус
Лабораторный корпус (также Корпус № 9, ранее Дом служащих курорта, Приёмный корпус) — один из корпусов санатория «Гурзуфский» в Гурзуфе, построенный в 1890 году по проекту архитектора П. К Теребенёва по заказу Петра Ионовича Губонина, владельца гурзуфского имения, известного, как Гостиницы Губонина. Памятник градостроительства и архитектуры федерального значения России, согласно законодательству Украины — памятник культурного наследия.

## Описание
Дом для служащих курорта расположен в северной части комплекса гостиниц, на берегу реки Авунды, через центральную аллею от корпуса Платановый. Представляет собой сложную в плане постройку, стоящую по оси северо-запад — юго-восток на крутом рельефе с уклоном к юго-западу. По современным обмерам общая площадь 649,5 м². Стены сложены из местного камня, колотого серого мраморовидного гаспринского известняка с тщательной притёской швов. Многоскатная вальмовая крыша корпуса выпонена на деревянных стропилах и покрыта металлом. Оконные проёмы прямоугольные с полукруглым и лучковым арочным завершением, на первом этаже обрамлены по верху профилированной тягой. Окна двух и трёхстворчатые, в основном с фрамугой, изначально деревянные, заменены на металлопластиковые. Серая поверхность стен (естественный цвет камня) оттеняется вакрашеннымв белый декративным оформлением оконных проёмов.
У здания два этажа (второй этаж надстроен позже), под частью здания имеется подвал. Во все уголки территории от корпуса веером проложены грунтовые дорожки и аллеи. Основной вход в здание (по центру главного фасада), с арочным завершением, расположен на северо-восточной стороне, вход в подвал — на юго-восточном торце здания. Дверь главного входа деревянная филёнчатая двухстворчатая с глухой фрамугой, служебного входа — прямоугольная глухая, с фрамугой, все из дерева твёрдых пород. От основного входа внутри идёт многомаршевая лестница с каменными ступенями, металлическим ограждением и деревянными перилами. Внутренняя планировка помещений — комбинированная, коридорно-секционная. В подвал ведёт каменная одномаршевая лестница.

## История
Одноэтажное здание для размещения обслуживающего персонала курорта было построено архитектором П. К Теребенёвым в 1890 году. Из того же материала и в том же стиле, что и остальные корпуса, дом служащих отличался от гостиниц гораздо более скромным декором — только резной деревянный карниз и характерные каменные оконные наличники. В связи с расширением курорта в конце XIX—XX века росло и число служащих. К 1900 году по проекту и под руководством архитектора Дмитрия Николаевича Чичагова был надстроен второй этаж. После окончательного установления в Крыму Советской власти в ноябре 1920 года, корпус использовался, как жилой, как приёмное отделение, позже — как лабораторный. В середине 1930-х годов корпус был значительно перестроен: к юго-западному и северо-западному фасадам пристроили двухэтажные продолжения. Галерея в западной части была заложена и надстроена вторым этажом. В 1960—1980-х годах на первом этаже корпуса, в западной части, размещались парикмахерская, почтовое отделение, авиа и железнодорожные кассы. С 1990-х годов и по настоящее время корпус называется Лабораторный, но в чём заключаются его функции пока не установлено.
Приказом Государственного комитета по охране культурного наследия Республики Крым № 121 от 30 июня 2016 года утверждено охранное обязательство памятника градостроительства и архитектуры федерального значения России.